# Cidreag
Cidreag (węg. Csedreg) – wieś w Rumunii, w okręgu Satu Mare, w gminie Porumbești. W 2011 roku liczyła 1110 mieszkańców. 